# ددلاین هالیوود
ددلاین هالیوود بخشی از سایت جی پنسک شرکت پی ام سی و یک مجله انلاین هست که توسط نیکی فینک ایجاد شده‌است.

## انتشار
سایت چندین بار در روز به روز می‌شد با تمرکز روی صنعت سرگرمی.